# SM U-75 (1916)
SM U-75 – niemiecki jednokadłubowy podwodny stawiacz min, piąty okręt typu UE I, zbudowany w stoczni Vulcan w Hamburgu w roku 1915. Zwodowany 30 stycznia 1916 roku, wszedł do służby w Kaiserliche Marine 26 marca 1916 roku. W czasie swojej służby, SM U-75 zatopił 11 statków o łącznej pojemności 18 347 BRT, uszkodził dwa statki o pojemności 4192 BRT, zajął jeden jako pryz 1700 BRT oraz zatopił jeden okręt – brytyjski krążownik pancerny HMS „Hampshire” (10 850 ton).

## Budowa
Okręt SM U-75 był piątym z dziesięciu okrętów typu UE I, który był następcą typu U-66. Był jednokadłubowym okrętem przeznaczonym do działań oceanicznych, o długości 56,8 metra, wyporności w zanurzeniu 755 ton, zasięgu 7880 Mm przy prędkości 7 węzłów na powierzchni oraz 83 Mm przy prędkości 4 węzły w zanurzeniu. Załoga składała się z 32 osób: 28 marynarzy i 4 oficerów. Okręt był wyposażony początkowo w działo pokładowe o kalibrze 88 mm, które zostało w 1917 roku wymienione na działo o kalibrze 105 mm. Wewnątrz kadłuba sztywnego okręt przewoził 34 kotwiczne miny morskie, stawiane z dwóch rufowych aparatów minowych o średnicy 100 cm. Każdy z nich mieścił po trzy miny. Po ich otwarciu, masa wody (w sumie 6 ton) musiała być kompensowana zalewaniem dziobowych zbiorników balastowych. Wygospodarowanie miejsca dla min oznaczało również przesunięcie przedziału silnikowego w kierunku dziobu. Uzbrojenie torpedowe to dwie wyrzutnie (dziobowa i rufowa) kalibru 500 mm, typu zewnętrznego, z zapasem 4 torped.

## Służba
Pierwszym dowódcą okrętu został 26 maja 1915 roku mianowany Kurt Beitzen. Pod jego dowództwem SM U-75 zatopił 8 statków, jeden uszkodził oraz jeden zajął jako pryz. 

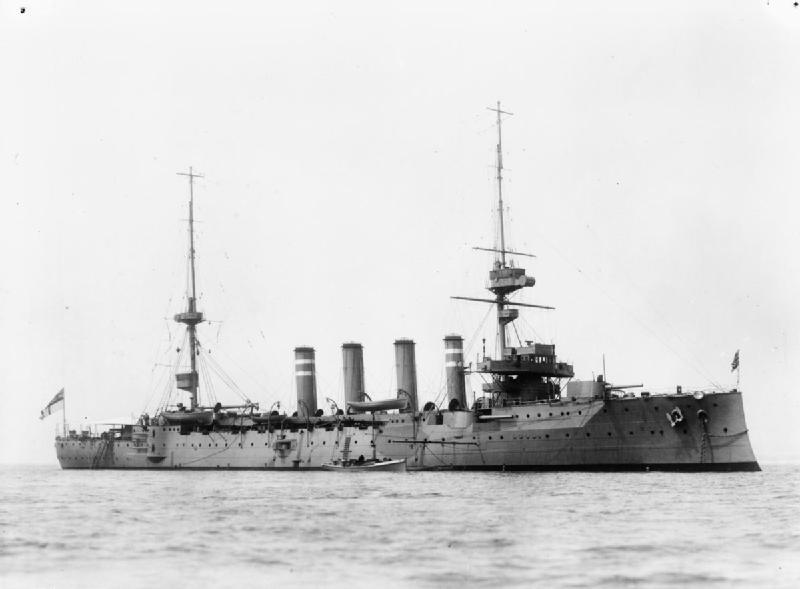
HMS „Hampshire”

 29 czerwca 1916 roku jednostka została przydzielona do I Flotylli. Pierwszą ofiarą min postawionych przez U-75 był brytyjski krążownik pancerny HMS „Hampshire” o wyporności (10 850 ton). HMS „Hampshire” został zbudowany w latach 1903-1905 przez Armstrong Whitworth w Elswick. Na pokładzie okrętu znajdował się brytyjski minister wojny lord Horatio Kitchener, który płynął do Rosji. 5 czerwca 1916 roku w obszarze Orkad okręt wszedł na minę. Z powodu bardzo złych warunków pogodowych okręt zatonął bardzo szybko i z 643 członków załogi oraz 7 pasażerów przeżyło tylko 12 osób. 22 czerwca w tym samym rejonie na miny postawione przez SM U-75 wszedł brytyjski kuter morski HMD „Laurel Crown”. Zginęło 9 członków załogi.
W sierpniu 1916 roku U-75 operował na przy Półwyspie Kolskim, stawiając miny u wejścia do Morza Białego. 12 sierpnia na jedną z nich wszedł rosyjski statek pomocniczy „Kovda” o pojemności 1125 BRT. 20 września brytyjski parowiec „Etton” (2831 BRT), płynący z Barry do Archangielska z ładunkiem węgla, wszedł na kolejną minę postawioną przez U-75. 
1 maja 1917 roku Curt Beitzen udał się na miesięczny urlop, po którym objął dowództwo SM U-98. Na jego miejsce dowódcą okrętu został mianowany Fritz Schmolling, który jednostkę objął 2 maja 1917 roku. 3 września 1917 roku na minę postawioną na wschód od wyspy South Uist (Hebrydy Zewnętrzne) wszedł brytyjski parowiec „Treverbyn” (4163 BRT). Zbudowany w 1910 roku w stoczni John Readhead & Sons w South Shields, płynący z Narwiku do Manchesteru z ładunkiem rudy żelaza statek zatonął. Zginęło 27 członków załogi.
13 grudnia 1917 roku U-75 wszedł na minę u wybrzeży wyspy Terschelling. Zginęło 23 członków załogi.